# Olumide Oyedeji
Olumide Oyedeji (* 11. Mai 1981 in Ibadan, Nigeria) ist ein ehemaliger nigerianischer Basketballspieler. Er besitzt auch die britische Staatsbürgerschaft. Der Center spielte bei der DJK Würzburg in der Basketball-Bundesliga und später in der nordamerikanischen NBA. Mit der nigerianischen Nationalmannschaft wurde er Afrikameister.

## Karriere
Oyedeji betrieb als Jugendlicher unterschiedliche Sportarten, darunter Fußball, Tennis, Volleyball und Leichtathletik, als letztes kam Basketball hinzu. Er spielte in seinem Heimatland bei den Ebun Comets. Er wollte in die Vereinigten Staaten wechseln und erhielt die Zusage, an der Rutgers University im Bundesstaat New Jersey studieren und spielen zu können, erhielt aber keine Aufenthaltsgenehmigung für die USA und konnte deshalb den Flug nicht antreten. Im Spätherbst 1997 reiste Oyedeji mit weiteren nigerianischen Basketballtalenten nach Moskau, um an einem Basketballcamp teilzunehmen. Er unterschrieb einen Vertrag bei Dynamo Moskau. Bereits zur Saison 1998/99 verließ er Dynamo und wechselte zur DJK s.Oliver Würzburg, damals gerade in die deutsche Basketball-Bundesliga aufgestiegen. Dort spielte er an der Seite von Dirk Nowitzki. Oyedeji schaffte mit Würzburg 1998/99 den Klassenerhalt und sorgte während der Saison unter anderem mit der Mannschaft durch einen Auswärtssieg bei Alba Berlin für Aufsehen, den der Nigerianer in der Verlängerung knapp zwei Sekunden vor dem Spielende beim Stand von 87:87 per Dunking und anschließend verwandeltem Freiwurf herbeiführte. In der Saison 1999/2000 erzielte Oyedeji in 26 Bundesliga-Spielen für Würzburg 12,1 Punkte und 14,6 Rebounds pro Begegnung. Letzteres war in dem Spieljahr der Höchstwert aller Bundesliga-Spieler. Außerdem war er mit 23 Punkten bester Korbschütze des All-Star-Spiels der Bundesliga 1999/2000. 
Im Jahr 2000 wurde Oyedeji dann von der NBA-Mannschaft Seattle SuperSonics beim Draftverfahren ausgewählt. Er bestritt 69 Spiele für Seattle, schaffte den Durchbruch in der NBA aber nicht. Auch nachdem er nach zwei Jahren zu den Orlando Magic wechselte, blieb er dort in 27 Einsätzen Ergänzungsspieler.
Nach einem kurzen Aufenthalt bei Ilisiakos in Griechenland kam der inzwischen 22-Jährige nach England zu den Brighton Bears. Dort spielte er unter Trainer Nick Nurse. Innerhalb der nächsten Jahre wechselte Oyedeji noch insgesamt achtmal den Verein, darunter auch ein erneuter Auftritt in der NBA bei den Atlanta Hawks, für die er jedoch kein NBA-Spiel bestritt. 
2009 war der Nigerianer in Puerto Rico für Vaqueros de Bayamon im Einsatz. Nach einem Jahr verließ er den Verein und kehrte nach Asien zurück, wo er am 20. Dezember 2009 im Trikot der Liaoning Panpan Hunters debütierte. Nach einem kurzen Engagement in Jordanien beim ASU Sports Club unterschrieb er einen für die Saison 2010/11 gültigen Vertrag bei Juve Caserta in Italien, der wenige Zeit später aber wieder aufgelöst wurde. Kurz darauf gab er den Wechsel zum chinesischen Erstligisten Guangdong Foshan bekannt.
Oyedeji war Spieler der Nationalmannschaft Nigerias, mit welcher er 1999 und 2003 jeweils die Silbermedaille, 2005 und 2011 die Bronzemedaille und schließlich 2015 die Goldmedaille bei der Afrika-Meisterschaft gewann. 2012 nahm er mit Nigerias Auswahl an den Olympischen Sommerspielen teil.
Er gründete eine Stiftung, mit der er Kinder und Jugendliche durch Bildungs- und Sportangebote unterstützt. Zudem veranstaltet er Basketball-Trainingslager.